# Бахрам IV
Бахрам IV (*بهرام, д/н —399) — шахиншах Ірану в 388—399.

## Життєпис
Походив з династії Сасанідів. Син шахиншаха Шапура III. Про дату народження нічого невідомо. Батько призначив його намісником Кермана з титулом шаха. Під час керування заснував місто Керманшах.
У 388 після загибелі батька успадкував трон Ірану.
У 389 повстав Хосров IV, цар Вірменії, який перейшов на бік Римської імперії. У відповідь Бахрам IV відправив війська проти Вірменії, повалив Хосрова, відправивши до в'язниці. Новим вірменським царем поставлено Врамшапуха. Після цього придушив спротив місцевої знаті.
У 395 вимушений був виступити на схід, куди вдерлися ефталіти, яким було завдано рішучої поразки.
У 399 частина військової знаті влаштувала проти володаря змову, внаслідок якої той загинув. Трон успадкував його брат Єздигерд.

## Родина
- Хозров (д/-420), шахиншах у 420